# Eleccions sud-africanes de 1994
Les eleccions generals de 1994 a Sud-àfrica marcaren el final de l'apartheid, essent també les primeres amb sufragi universal.
L'elecció es va dur a terme sota la direcció de la Comissió Electoral Independent (CEI). Milions de persones van fer cua durant un període de votació de tres dies. En total es van comptar 19.726.579 vots i 193.081 van ser rebutjats com no vàlids.
El Congrés Nacional Africà (ANC en anglès) de Nelson Mandela, que incorporava la confederació sindical COSATU i el Partit Comunista de Sud-àfrica, va estar a punt d'aconseguir una majoria de dos terços. Com es requeria en la Constitució provisional, l'ANC va formar un Govern d'Unitat Nacional amb el Partit Nacional i el Partit Inkatha per la Llibertat, els altres dos partits que van guanyar més de vint escons a l'Assemblea Nacional.
La data del 27 d'abril és des d'aleshores un dia festiu a Sud-àfrica, el Dia de la Llibertat.